# Лежащая на боку I
ꟷ (лежащая на боку I) — эпиграфический вариант латинской заглавной буквы I, использовавшийся в кельтских эпиграфах раннего Средневековья в Уэльсе и юго-западной Англии (Корнуолл и Девон). Около 36 монументальных надписей в Уэльсе и около 15 в Корнуолле и Девоне, чаще всего датируемые V—VI веками, содержат эту букву. Кроме одной надписи на острове Мэн, нигде более не найдены эпиграфы, использующие букву ꟷ. Буква использовалась только в финальной позиции латинских слов или латинизированных кельтских имён собственных второго склонения в родительном падеже, единственном числе.

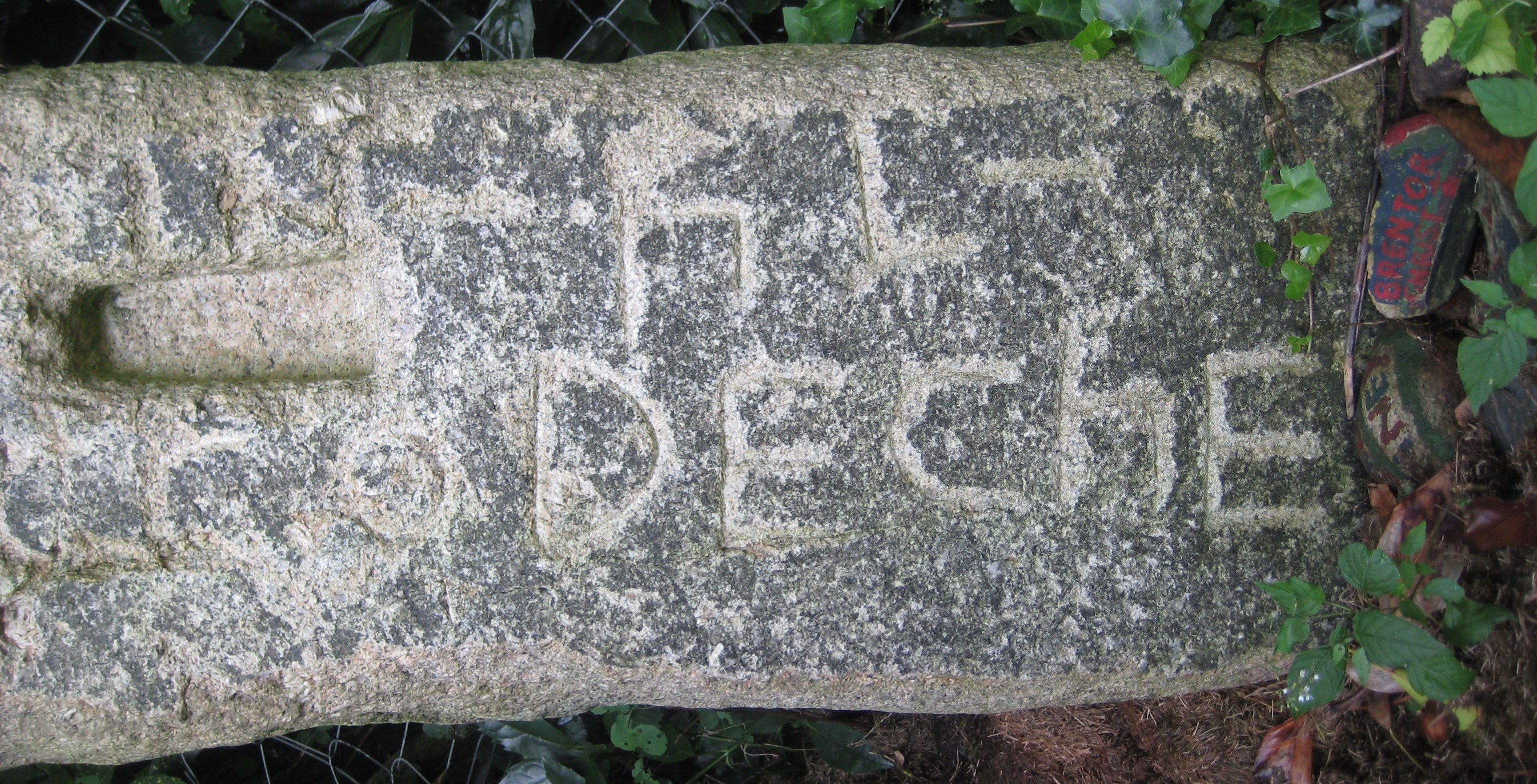
Часть мемориального камня в городе Тависток с надписью SABIN{I} FIL{I} MACCODECHET{I} («Сабина, сына Маккодэкета»), в которой боковая I встречается в словах Sabini и fili

## Кодировка
Буква была включена в Юникод в версии 7.0, вышедшей в 2014 году, и находится в блоке Расширенная латиница — D (англ. Latin Extended-D).